# SKY (universités)
Pour les articles homonymes, voir Sky.
 (décembre 2018).
SKY est un acronyme formé des initiales des trois plus prestigieuses universités de la Corée du Sud que sont la Seoul National University,  la Yonsei University et la Korea University.
Le terme est largement utilisé en Corée du Sud, à la fois par les médias et par les universités elles-mêmes.
La sélection à l'entrée de ces universités est telle qu'en être diplômé est considéré comme un passeport pour le succès dans la société sud-coréenne.
L'admission à l'un ces trois établissements nécessite une compétition intense entre étudiants et un diplôme délivré par ces universités est considéré comme un gage de succès et d'honneur dans la société coréenne.
La plupart des politiciens, avocats, médecins, ingénieurs, journalistes, professeurs et décideurs (bureaucrates) sud-coréens les plus influents sont diplômés de l'une des universités SKY.